# Шёнебек (район)
Шёнебек (нем. Schönebeck) — бывший район в Германии.
В 2007 вошёл в состав района Зальцланд. Центр района — город Шёнебек. Район входит в землю Саксония-Анхальт. Занимает площадь 460,44 км². Население — 71 624 чел. Плотность населения — 156 человек/км².
Официальный код района — 15 3 67.
Район подразделяется на 24 общины.

## Города и общины
1. Кальбе (11 319)
2. Фёрдерштедт (5 972)

Объединения общин
Управление Эльбе-Зале
1. Барби (4 586)
2. Брайтенхаген (531)
3. Глинде (296)
4. Гнадау (542)
5. Грос-Розенбург (1 809)
6. Лёддериц (236)
7. Пёммельте (673)
8. Заксендорф (335)
9. Торниц (610)
10. Веспен (252)
11. Цухау (356)

Управление Шёнебек (Эльба)
1. Плёцки (1 076)
2. Претцин (930)
3. Ранис (Саксония-Анхальт) (381)
4. Шёнебек (30 389)

Управление Зюдёстлихес-Бёрделанд
1. Бире (2 469)
2. Эггерсдорф (1 265)
3. Айккендорф (1 172)
4. Гросмюлинген (1 090)
5. Клайнмюлинген (658)
6. Вельслебен (1 851)
7. Ценс (293)